# Adel Chedli
Adel Chedli (arab. عادل الشاذلي; ur. 16 września 1976 w La Ricamarie) – tunezyjski piłkarz występujący na pozycji pomocnika.